# آلکس گارسیا
آلکس گارسیا (اسپانیایی: Álex García‎؛ زادهٔ ۱۴ نوامبر ۱۹۸۱) بازیگر اهل اسپانیا است. وی پیش از ورد به دنیای بازیگری، خبرنگاری محلی در جزایر قناری بود.
از فیلم‌ها یا برنامه‌های تلویزیونی که وی در آن نقش داشته است، می‌توان به بیمارستان مرکزی، سرزمین گرگ‌ها، کیکی، عشق‌بازی، عروس و خانواده مقدس اشاره کرد.
وی برندهٔ جایزهٔ گویا بهترین بازیگر مرد جدید شده است.